# Sauviat-sur-Vige
Pour l’article homonyme, voir Vige.
Sauviat-sur-Vige est une commune française située dans le département de la Haute-Vienne, en région Nouvelle-Aquitaine.

## Géographie

### Localisation
La commune est limitrophe du département de la Creuse.

### Communes limitrophes
|                       | Saint-Martin-Sainte-Catherine (Creuse) | Saint-Pierre-Chérignat (Creuse) |
| Le Châtenet-en-Dognon | Sauviat-sur-Vige                       | Saint-Amand-Jartoudeix (Creuse) |
| Moissannes            | Auriat (Creuse)                        | Saint-Priest-Palus (Creuse)     |

### Climat
Pour des articles plus généraux, voir Climat de la Nouvelle-Aquitaine et Climat de la Haute-Vienne.
Historiquement, la commune est dans une zone de transition entre le climat océanique limousin et le climat montagnard.
En 2020, Météo-France publie une typologie des climats de la France métropolitaine dans laquelle la commune est dans une zone de transition entre le climat océanique altéré et le climat de montagne et est dans la région climatique Ouest et nord-ouest du Massif Central, caractérisée par une pluviométrie annuelle de 900 à 1 500 mm, maximale en automne et en hiver.
Pour la période 1971-2000, la température annuelle moyenne est de 10,8 °C, avec une amplitude thermique annuelle de 14,7 °C. Le cumul annuel moyen de précipitations est de 1 117 mm, avec 13,4 jours de précipitations en janvier et 8,3 jours en juillet. Pour la période 1991-2020, la température moyenne annuelle observée sur la station météorologique la plus proche, située sur la commune de Saint-Léger-la-Montagne à 19,98 km à vol d'oiseau, est de 10,4 °C et le cumul annuel moyen de précipitations est de 1 371,7 mm,. Pour l'avenir, les paramètres climatiques de la commune estimés pour 2050 selon différents scénarios d’émission de gaz à effet de serre sont consultables sur un site dédié publié par Météo-France en novembre 2022.

## Urbanisme

### Typologie
Au 1er janvier 2024, Sauviat-sur-Vige est catégorisée commune rurale à habitat dispersé, selon la nouvelle grille communale de densité à sept niveaux définie par l'Insee en 2022.
Elle est située hors unité urbaine. Par ailleurs la commune fait partie de l'aire d'attraction de Limoges, dont elle est une commune de la couronne,. Cette aire, qui regroupe 127 communes, est catégorisée dans les aires de 200 000 à moins de 700 000 habitants,.

### Occupation des sols
L'occupation des sols de la commune, telle qu'elle ressort de la base de données européenne d’occupation biophysique des sols Corine Land Cover (CLC), est marquée par l'importance des territoires agricoles (54 % en 2018), une proportion sensiblement équivalente à celle de 1990 (53,8 %). La répartition détaillée en 2018 est la suivante : 
forêts (42,7 %), prairies (33,4 %), zones agricoles hétérogènes (20,6 %), zones urbanisées (2,6 %), milieux à végétation arbustive et/ou herbacée (0,7 %). L'évolution de l’occupation des sols de la commune et de ses infrastructures peut être observée sur les différentes représentations cartographiques du territoire : la carte de Cassini (XVIIIe siècle), la carte d'état-major (1820-1866) et les cartes ou photos aériennes de l'IGN pour la période actuelle (1950 à aujourd'hui).

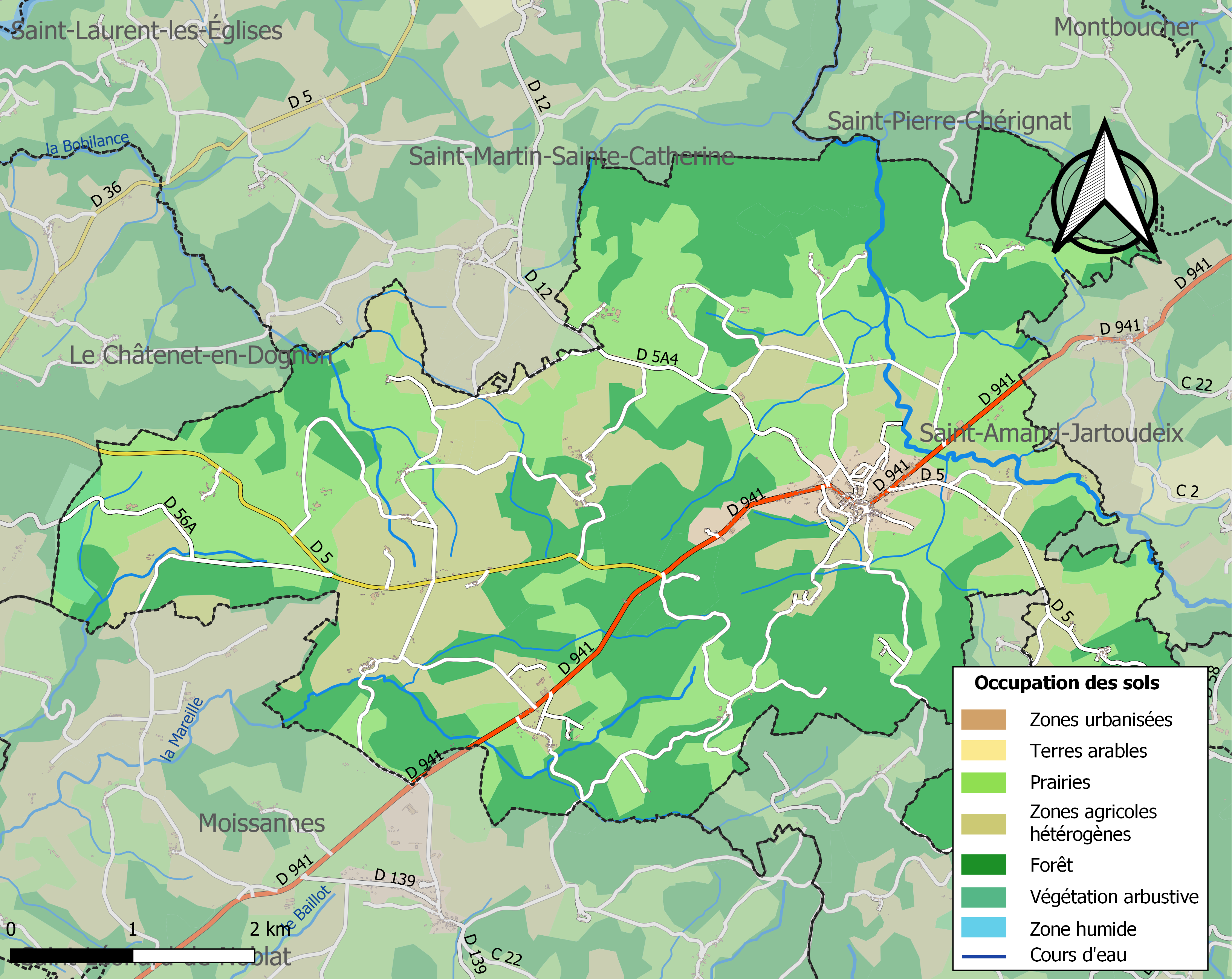
Carte des infrastructures et de l'occupation des sols de la commune en 2018 (CLC).

### Risques majeurs
Le territoire de la commune de Sauviat-sur-Vige est vulnérable à différents aléas naturels : météorologiques (tempête, orage, neige, grand froid, canicule ou sécheresse) et séisme (sismicité faible). Il est également exposé à un risque particulier : le risque de radon. Un site publié par le BRGM permet d'évaluer simplement et rapidement les risques d'un bien localisé soit par son adresse soit par le numéro de sa parcelle.

#### Risques naturels

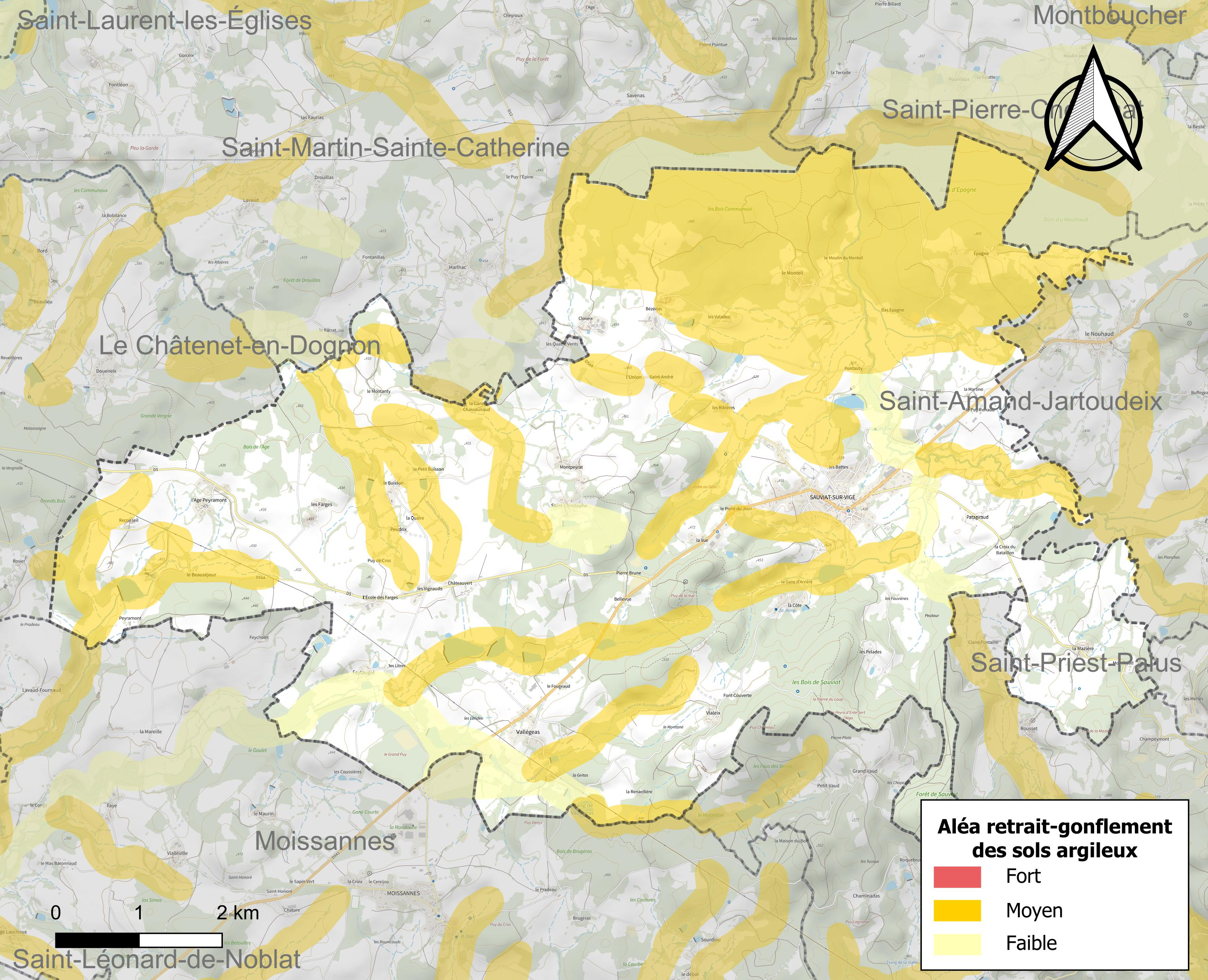
Carte des zones d'aléa retrait-gonflement des sols argileux de Sauviat-sur-Vige.

Le retrait-gonflement des sols argileux est susceptible d'engendrer des dommages importants aux bâtiments en cas d’alternance de périodes de sécheresse et de pluie. 38,3 % de la superficie communale est en aléa moyen ou fort (27 % au niveau départemental et 48,5 % au niveau national métropolitain). Depuis le 1er octobre 2020, en application de la loi ÉLAN, différentes contraintes s'imposent aux vendeurs, maîtres d'ouvrages ou constructeurs de biens situés dans une zone classée en aléa moyen ou fort,.
La commune a été reconnue en état de catastrophe naturelle au titre des dommages causés par les inondations et coulées de boue survenues en 1982 et 1999 et par des mouvements de terrain en 1999.

#### Risque particulier
Dans plusieurs parties du territoire national, le radon, accumulé dans certains logements ou autres locaux, peut constituer une source significative d’exposition de la population aux rayonnements ionisants. Selon la classification de 2018, la commune de Sauviat-sur-Vige est classée en zone 3, à savoir zone à potentiel radon significatif.

## Toponymie
Dans les anciens Pouillés, Sauviat est appelé Salviacum ; il était, en 1250, le chef-lieu d’un bailliage confié à l’administration d’un chanoine de l’église de Limoges : Gregorius canonicus… bailivus pro tempore bailiœ de Salviaco.

## Histoire
Sauviat est un lieu que différents documents signalent comme étant très anciennement habité. Un atelier monétaire y a fonctionné à l’époque mérovingienne ; on en connaît un tiers de sou d’or, qui est du troisième quart du VIIe siècle.
Après la Libération de Limoges, l'été 1944, à Sauviat-sur-Vige se trouve sur un axe clé des événements qui vont marquer la libération de la Haute-Vienne. La route de Limoges à Guéret, via Bourganeuf, devient l'un des principales routes de déploiement et de fuite des Allemands et de leurs collaborateurs à partir du débarquement des alliés. Le 22 août 1944, au matin, les Allemands quittent la Haute-Vienne à Sauviat-sur-Vige qu’ils traversent difficilement sur un pont provisoire en rondins et madriers construit sur la Vige après le sabotage, du pont principal le 6 juin 1944, et sur ses conséquences sur la suite des événements. Notamment la capture du major SS Helmut Kämpfe par le sergent Jean Canou appartenant au maquis de Georges Guingouin entre Sauviat et Saint-Léonard-de-Noblat pour rappeler ce fait d'armes, il existe un menhir conçu par l'artiste Jean-Joseph Sanfourche en 1986 pour rappeler la capture du major à Moissannes,,[réf. à confirmer].

## Politique et administration
| Période                                  | Période  | Identité          | Étiquette | Qualité                          |
| ---------------------------------------- | -------- | ----------------- | --------- | -------------------------------- |
| avant 1971                               | 1991     | Raymond Coudert   | PS        | Sénateur suppléant               |
| mars 2001                                | 2014     | Béatrice Dufour   | PS        |                                  |
| mars 2014                                | en cours | Jean-Pierre Nexon | PS        | Retraité de la fonction publique |
| Les données manquantes sont à compléter. |          |                   |           |                                  |

## Démographie
L'évolution du nombre d'habitants est connue à travers les recensements de la population effectués dans la commune depuis 1793. Pour les communes de moins de 10 000 habitants, une enquête de recensement portant sur toute la population est réalisée tous les cinq ans, les populations de référence des années intermédiaires étant quant à elles estimées par interpolation ou extrapolation. Pour la commune, le premier recensement exhaustif entrant dans le cadre du nouveau dispositif a été réalisé en 2007.

En 2022, la commune comptait 879 habitants, en évolution de −3,41 % par rapport à 2016 (Haute-Vienne : −0,68 %, France hors Mayotte : +2,11 %).
| 1793 | 1800 | 1806 | 1821 | 1831 | 1836  | 1841  | 1846  | 1851  |
| ---- | ---- | ---- | ---- | ---- | ----- | ----- | ----- | ----- |
| 735  | 749  | 837  | 835  | 930  | 1 326 | 1 560 | 1 638 | 1 550 |

| 1856  | 1861  | 1866  | 1872  | 1876  | 1881  | 1886  | 1891  | 1896  |
| ----- | ----- | ----- | ----- | ----- | ----- | ----- | ----- | ----- |
| 1 805 | 1 745 | 1 571 | 1 541 | 1 553 | 1 691 | 1 744 | 1 763 | 1 634 |

| 1901  | 1906  | 1911  | 1921  | 1926  | 1931  | 1936  | 1946  | 1954  |
| ----- | ----- | ----- | ----- | ----- | ----- | ----- | ----- | ----- |
| 1 632 | 1 623 | 1 566 | 1 550 | 1 461 | 1 504 | 1 363 | 1 264 | 1 208 |

| 1962  | 1968  | 1975  | 1982  | 1990  | 1999  | 2006 | 2007 | 2012 |
| ----- | ----- | ----- | ----- | ----- | ----- | ---- | ---- | ---- |
| 1 128 | 1 156 | 1 164 | 1 205 | 1 129 | 1 044 | 955  | 942  | 946  |

| 2017 | 2022 | - | - | - | - | - | - | - |
| ---- | ---- | - | - | - | - | - | - | - |
| 889  | 879  | - | - | - | - | - | - | - |

## Lieux et monuments
- La Pierre du Loup est un agencement naturel de rochers dû à l'érosion et ne doit pas être confondue avec un dolmen.
- Le dolmen de la Pierre-Levée de Marlhac, dit aussi la Table des Chasseurs à quelques kilomètres au nord-ouest du bourg, est situé sur la commune limitrophe de Saint-Martin-Sainte-Catherine dans le département de la Creuse, sur la D 12.
- L'usine de porcelaine « Médard de Noblat », rachetée en 1989 par Georges Médard. Elle fut créée en 1836 et louée à Guibert de la Beausserie puis à Gillet. Reprise par Louis-Aimé Tharaud, il la géra de 1853 à 1873, il employa jusqu'à 250 ouvriers. André Dupuy la racheta en 1884, réalisant une porcelaine cuite au feu de bois. En 1935, elle est rachetée par Giraud et Brousseau qui poursuivent la cuisson au feu de bois, ils obtiennent une porcelaine de très belle qualité. La forme corail fut l'un de leurs grands succès, en particulier la soupière surmontée d'un animal fantaisie.Église Saint-Martin.

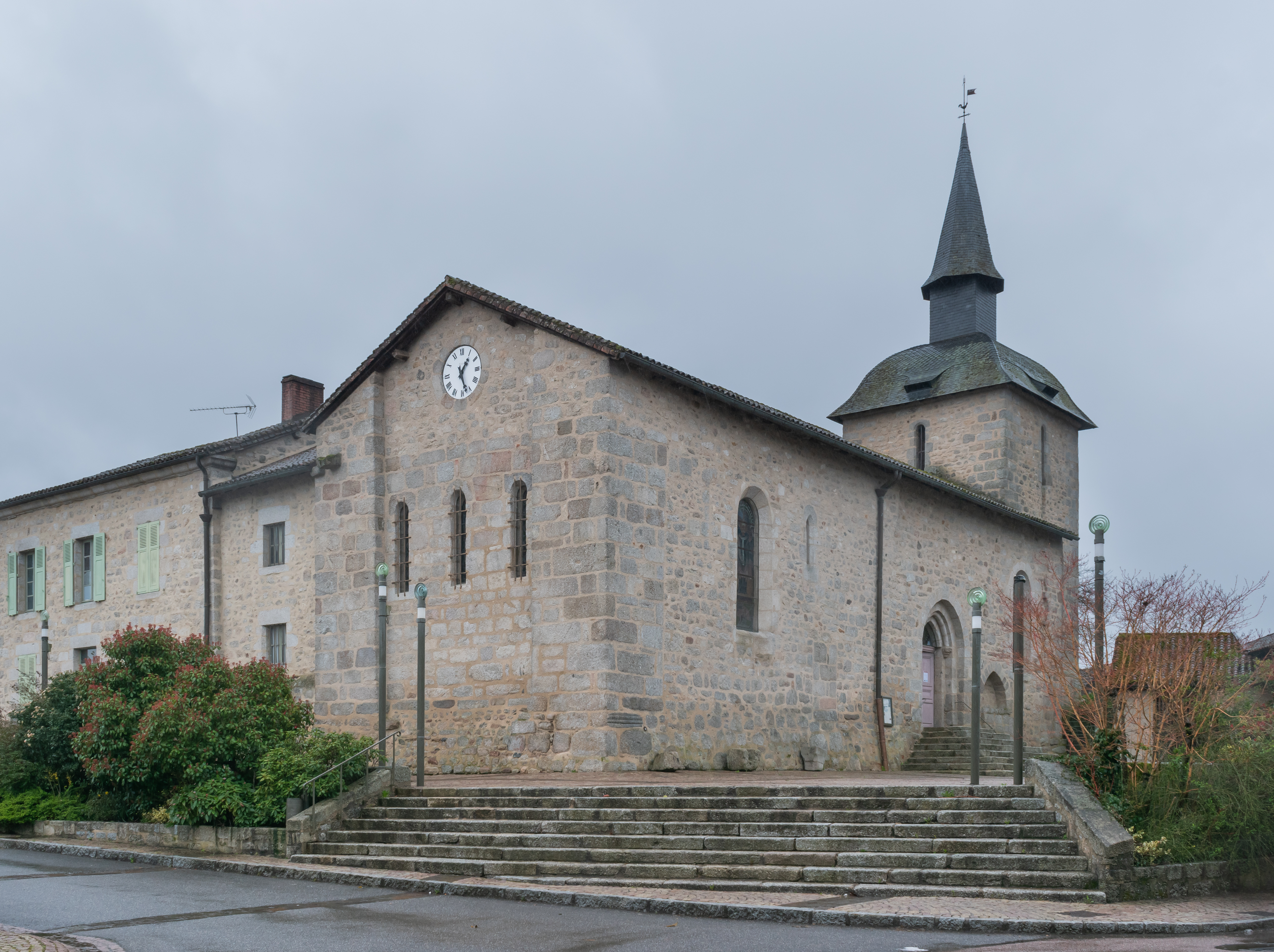
Église Saint-Martin.

- L'église Saint-Martin de Sauviat-sur-Vige du XIIIe siècle, clocher du XVIIe siècle. L'édifice a été inscrit au titre des monuments historique en 1986[28].

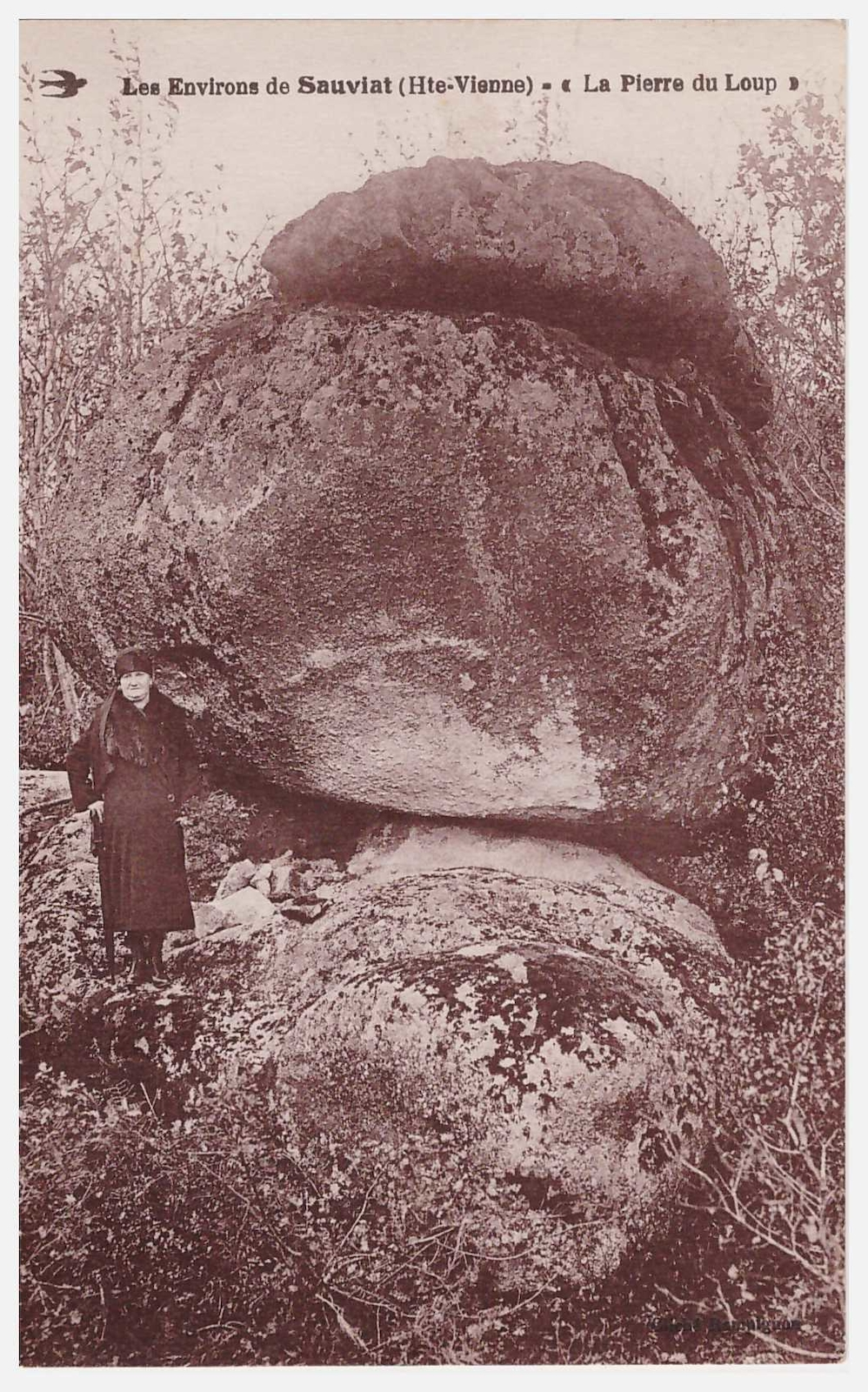
La Pierre du Loup.

- Dans le cimetière, on peut remarquer :
- la croix de cimetière érigée probablement lors du transfert du cimetière en 1843 ; croix du XVIIe siècle. Cette croix dont les montants et les traverses d'égales longueurs peuvent s'inscrire dans un cercle est apparentée au groupe des croix maltaises.
- et une dalle funéraire du XVe ou XVIe siècle. Cette dalle funéraire pourrait provenir de l'enfeu aménagé dans le mur nord de l'église de Sauviat. Dressée verticalement contre le soubassement de la croix, elle est sculptée en demi-relief d'un gisant les mains jointes.

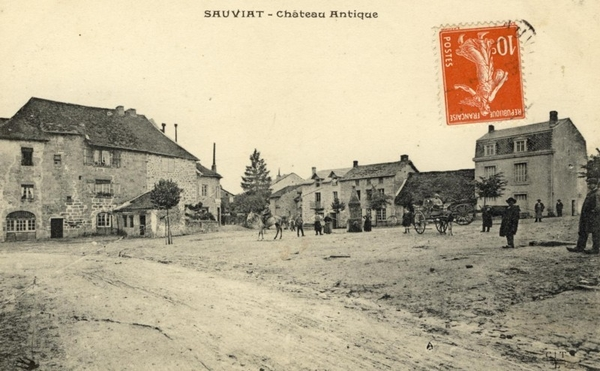

- Les restes du château antique : Guichard de Culent, qui était seigneur de Sauviat, en 1401, et Jean de Culent, en 1437, portaient pour armes d'azur semé de molettes d’or, au lion de même brochant sur le tout. Le seigneur de Sauviat, en 1560, était François de Caumont, vicomte de Montbayen, comte de Touchebœuf. Ses armes sont d’azur à trois léopards d'or, l'un sur l'autre. La seigneurie passa à la famille du Léris ou Duléry qui a possédé jusqu’à nos jours la seigneurie de Peyramont, paroisse de Sauviat, par filiation avec les Mellerio. Elle a pour armes d’azur à trois monts d'or et deux léopards d'argent pour supports[19]. La famille Dulery de Peyramont, Olim..du Leyris, du Léris, a notamment été seigneur de Sauviat, de l'Age-Peyramont, Epagne, Saint-Christophe, Reconseil, Peyramont[29],[30] etc[31].[32]

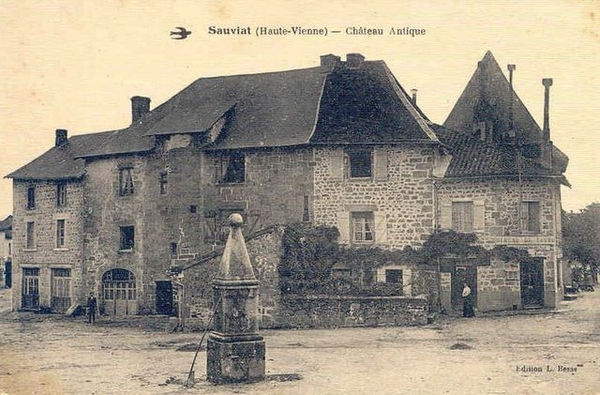

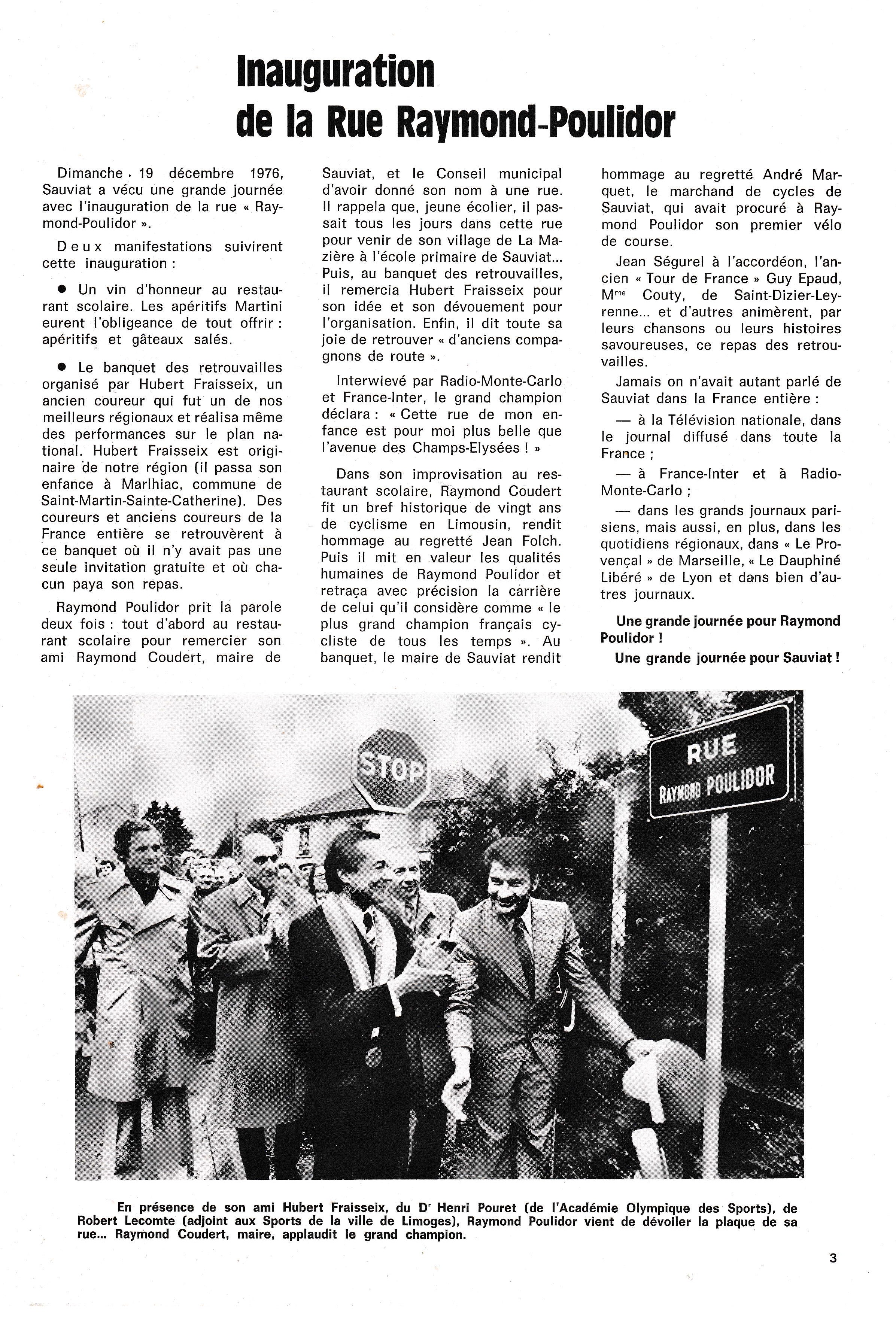
Inauguration de la 1ère rue Raymond Poulidor en France

- Inauguration de la 1ère rue Raymond Poulidor en FranceLa rue Raymond Poulidor, qui fut la première rue portant ce nom en France. Elle fut inaugurée le 19 décembre 1976. Raymond Poulidor avait été élève à l'école communale de Sauviat dans son enfance. Il passait régulièrement à Sauviat sur Vige, seulement distante de quelques kilomètres de Saint Léonard de Noblat, sa ville de résidence. C'était un ami du Maire Raymond Coudert.

## Personnalités liées à la commune
- André Dulery de Peyramont (1804-1880) est un magistrat et homme politique français[33],[34].
- Jean-Baptiste Daniel de Lamazières, homme politique français né le 6 mars 1812 à Saint-Léonard-de-Noblat et décédé le 24 octobre 1906 à Sauviat-sur-Vige.
- Raymond Poulidor (1936-2019), champion cycliste, était scolarisé, enfant à Sauviat--sur-Vige.

## Pour approfondir